# غريغ بيرسيفال
غريغ بيرسيفال (بالإنجليزية: Greg Percival)‏ هو عسكري أسترالي، ولد في 4 أبريل 1925، وتوفي في 8 مايو 2011.